# 整拡大
可換環論において、可換環 B とその部分環 A について、B の元 b が A 係数のモニック多項式の根であるとき、b は A 上整である（integral over A）という。B のすべての元が A 上整であるとき、B は A 上整である、または、B は A の整拡大（integral extension）であるという。
本記事において、環とは単位元をもつ可換環のこととする。

## 定義
B を環、A をその部分環とする。b ∈ B が A 上整であるとは、
{\displaystyle b^{n}+a_{n-1}b^{n-1}+\dotsb +a_{1}b+a_{0}=0}
を満たす自然数 n ≥ 1 と A の元 a0, …, an−1 が存在することである。B の元がすべて A 上整であるとき、B は A 上整である、または、B は A の整拡大であるという。
B の元で A 上整であるものすべてのなす集合は B の部分環となり、これを B における A の整閉包という。B における A の整閉包が A 自身であるとき、A は B において整閉であるという。
A と B が体のとき、整、整拡大、整閉包はそれぞれ、代数的、代数拡大、代数的閉包と呼ばれる。

## 例
- 整数環 Z 上整な有理数体 Q の元は整数しかない。言い換えると、Z は Z の Q における整閉包である。
- ガウス整数、すなわち {\displaystyle a+b{\sqrt {-1}},a,b\in \mathbf {Z} } の形の複素数は、Z 上整である。{\displaystyle \mathbf {Z} [{\sqrt {-1}}]} が Z の {\displaystyle \mathbf {Q} ({\sqrt {-1}})} における整閉包である。
- Z の {\displaystyle \mathbf {Q} ({\sqrt {5}})} における整閉包は、{\displaystyle a+b(1+{\sqrt {5}})/2} の形の元からなる。ただし、a と b は整数である。この例と直前の例は二次の整数(quadratic integer)の例である。
- ζ を1の冪根とすると、円分体 Q(ζ) における Z の整閉包は Z[ζ] である[1]。
- Z の複素数体 C における整閉包は代数的整数の環と呼ばれる。
- {\displaystyle {\overline {k}}} が体 k の代数的閉包であれば、多項式環 {\displaystyle {\overline {k}}[x_{1},\dots ,x_{n}]} は {\displaystyle k[x_{1},\dots ,x_{n}]} 上整である。
- 有限群 G が環 A に作用しているとする。このとき A は G によって固定される元の集合 AG 上整である。ring of invariants を見よ。
- 任意の環において1の冪根と冪零元は Z 上整である。
- R を環とし、u を R を含む環における単位元とする。このとき[2]

1. u−1 が R 上整であるのは、u−1 ∈ R[u] であるとき、かつそのときに限る。
2. {\displaystyle R[u]\cap R[u^{-1}]} は R 上整である。

- 形式冪級数環 C[[x]] の、ローラン級数体 C((x)) の有限次拡大における整閉包は、{\displaystyle \mathbf {C} [[x^{1/n}]]} の形である(cf. ピュイズー級数)[要出典]。
- 正規射影多様体 X の斉次座標環の整閉包は切断の環(ring of sections)である[3]。

{\displaystyle \bigoplus \nolimits _{n\geq 0}\operatorname {H} ^{0}(X,{\mathcal {O}}_{X}(n))}

## 整元の特徴づけ
B を環とし、A をその部分環とする。このとき B の元 b について次は同値。
- b は A 上整
- 部分環 A[b] ⊂ B は A-加群として有限生成
- A[b] は有限生成 A-加群である部分環 C ⊂ B に含まれる
- 忠実な A[b]-加群 M で A 上有限生成なものが存在する
- 有限生成部分 A-加群 M ⊂ B が存在し、bM ⊂ M であり、M の B における零化イデアルは0